# Langlaufen op de Olympische Winterspelen 2010 - Estafette mannen
De 4x10 kilometer estafette voor mannen tijdens de Olympische Winterspelen 2010 vond plaats op woensdag 24 februari in het Whistler Olympic Park in Whistler. Titelverdedigers waren de Italianen.
De eerste twee lopers van de teams werkten tien kilometer af in de klassieke stijl, de nummers drie en vier liepen in de vrije stijl.

## Uitslag
| #      | Bib | Land/Namen                                                                           | Tijd                                      | Verschil |
| ------ | --- | ------------------------------------------------------------------------------------ | ----------------------------------------- | -------- |
| Goud   | 6   | Zweden Daniel Richardsson Johan Olsson Anders Södergren Marcus Hellner               | 1:45:05.4 27:57.9 27:55.2 24:35.2 24:37.1 | +0.00    |
| Zilver | 1   | Noorwegen Martin Johnsrud Sundby Odd-Bjørn Hjelmeset Lars Berger Petter Northug      | 1:45:21.3 27:59.9 28:27.5 24:38.4 24:15.5 | +15.9    |
| Brons  | 11  | Tsjechië Martin Jakš Lukáš Bauer Jiří Magál Martin Koukal                            | 1:45:21.9 28:22.4 27:36.4 24:34.8 24:48.3 | +16.5    |
| 4      | 9   | Frankrijk Jean-Marc Gaillard Vincent Vittoz Maurice Manificat Emmanuel Jonnier       | 1:45:26.3 27:56.7 28:03.6 24:31.5 24:54.5 | +20.9    |
| 5      | 3   | Finland Sami Jauhojärvi Matti Heikkinen Teemu Kattilakoski Ville Nousiainen          | 1:45:30.3 27:55.6 28:32.3 24:37.1 24:25.3 | +24.9    |
| 6      | 2   | Duitsland Jens Filbrich Axel Teichmann René Sommerfeldt Tobias Angerer               | 1:45:49.4 27:58.3 28:22.6 24:43.7 24:44.8 | +44.0    |
| 7      | 5   | Canada Devon Kershaw Alex Harvey Ivan Babikov George Grey                            | 1:47:03.2 28:23.8 28:21.3 24:33.5 25:44.6 | +1:57.8  |
| 8      | 13  | Rusland Nikolaj Pankratov Petr Sedov Aleksandr Legkov Maksim Vylegsjanin             | 1:47:04.7 28:33.4 28:07.4 24:56.9 25:27.0 | +1:59.3  |
| 9      | 4   | Italië Valerio Checchi Giorgio Di Centa Pietro Piller Cottrer Cristian Zorzi         | 1:47:16.6 28:22.1 28:34.3 24:39.8 25:40.4 | +2:11.2  |
| 10     | 7   | Zwitserland Toni Livers Curdin Perl Remo Fischer Dario Cologna                       | 1:47:57.2 28:20.7 28:26.7 25:35.1 25:34.7 | +2:51.8  |
| 11     | 10  | Kazachstan Sergej Tsjerepanov Aleksej Poltoranin Jevgeni Velitsjko Nikolaj Tsjebotko | 1:49:49.1 28:36.1 27:45.2 26:38.3 26:49.5 | +4:43.7  |
| 12     | 14  | Slowakije Martin Bajčičák Ivan Bátory Michal Malak Peter Mlynár                      | 1:49:52.0 28:21.2 28:28.7 25:49.6 27:12.5 | +4:46.6  |
| 13     | 12  | Verenigde Staten Andrew Newell Torin Koos Garrott Kuzzy Simi Hamilton                | 1:51:27.7 28:37.9 30:01.5 25:49.6 26:58.7 | +6:22.3  |
| 14     | 8   | Estland Algo Kärp Jaak Mae Aivar Rehemaa Kaspar Kokk                                 | 1:51:41.2 29:54.6 28:43.4 25:50.0 27:13.2 | +6:35.8  |